# Burggen
Burggen é um município da Alemanha, situado no distrito de Weilheim-Schongau, no estado da Baviera. Tem 24,94 km² de área, e sua população em 2019 foi estimada em 1.698 habitantes.